# Лапшар
 Лапшар  — деревня в Моркинском районе Республики Марий Эл. Входит в состав городского поселения Морки.

## География
Находится в юго-восточной части республики Марий Эл на расстоянии приблизительно 1 км по прямой на север от районного центра посёлка Морки.

## История
Основана в 1910 году как починок из 11 дворов. В 1914—1917 годах в починке проживали 48 человек. В 1924 году здесь (уже деревня Лапшар) проживали 76 человек, из них 61 мари, остальные — русские. В 1979 году здесь находилось 12 жилых домов, проживали 52 человека. В 2004 году в деревне отмечено 10 дворов. В советское время работали колхозы «Сонарзе» и «Новый путь».

## Население
Население составляло 30 человек (мари 90 %) в 2002 году, 28 в 2010.